# О природе животных
«О природе животных» (др.-греч. Περὶ ζῴων ἰδιότητος) — сочинение римского писателя Клавдия Элиана, написанное на греческом языке в первой половине III века (предположительно до «Пёстрых рассказов» того же автора). Включало 17 книг, большинство из которых сохранилось только фрагментарно. Представляет собой подборку историй о животных, рассказанных для того, чтобы развлекать и поучать читателя.
Сам Элиан не знал зоологии и не интересовался реальными животными, а все истории о них почерпнул из рассказов древних авторов (в первую очередь Аристотеля). Его книга пользовалась большой популярности в эпоху поздней античности, а затем в Византии до XIV века. Она оказала заметное влияние на европейские бестиарии.